# 이기철 (시인)
이기철(1943년 1월 9일 ~ )은 대한민국의 시인이다.

## 생애
1943년 경남 거창에서 태어났다.
고등학교 2학년 때 ＜아림예술상＞을 받고 시에 입문하여 대학 2년 때 전국대학생문예작품 현상 공모(경북대)에 당선한 뒤로 문학에 전념하였다. 1972년 ＜현대문학＞에 ＜5월에 들른 고향＞ 외 4편으로 등단하였다. 이후 시집 ≪낱말추적≫, ≪청산행≫, ≪열하를 향하여≫, ≪지상에서 부르고 싶은 노래≫, ≪유리의 나날≫, ≪내가 만난 사람은 모두 아름다웠다≫, ≪가장 따뜻한 책≫, ≪정오의 순례≫, ≪사람과 함께 이 길을 걸었네≫, ≪잎, 잎, 잎≫ 등을 내고 에세이집 ≪손수건에 싼 편지≫, ≪쓸쓸한 곳에는 시인이 있다≫, ≪영국문학의 숲을 거닐다—동서양의 베를 짜다≫ 비평서로 ≪시를 찾아서≫, ≪인간주의 비평을 위하여≫ 소설집 ≪땅 위의 날들≫ 학술서로 ≪시학≫, ≪분단기 문학사의 시각≫ 등을 냈다. 대구시인협회장과 한국어문학회 회장을 역임했고, 김수영문학상(1993), 후광문학상(1993), 시와시학상(2000), 대구광역시문화상 문학 부문(2002) 등을 수상했다. 1980년부터 영남대학교 교수로 재직하다가 2008년 정년, 현재 영남대학교 명예교수로 있다.